# Bezirksamt Engen

Lage der Bezirksämter in Baden im Jahr 1890

Das Bezirksamt Engen mit Sitz in Engen, einer Stadt im Landkreis Konstanz in Baden-Württemberg, war von 1849 bis 1936 ein badisches Bezirksamt.

## Geschichte
1849 wurde das standesherrliche Amt Engen der Fürsten zu Fürstenberg in ein landesherrliches Bezirksamt umgewandelt, welches 1857 nach der Aufhebung des Bezirksamts Blumenfeld dessen Gemeinden erhielt. 
Im Jahr 1863 wurde das Landeskommissärbezirk Konstanz geschaffen, zu dem auch das Bezirksamt Engen gehörte.
1936 wurde das Bezirksamt Engen aufgehoben und die Gemeinden den Amtsbezirken Konstanz, Donaueschingen und Stockach zugeteilt.